# Tatarkiv
Tatarkiv (en ukrainien : Тартаків) en polonais : Tartaków) est une ville de l'oblast de Lviv, en Ukraine, du raïon de Tchervonohrad. Sa population s'élevait à 1 505 habitants en 2013.

## Histoire

### Château
La famille Potocki avait un château dont il ne subsiste plus que des murs défensifs au sud-ouest. La famille Lanckoronski faisait élever un palais fin XIXe siècle par l'architecte Vincent Ravskyi dans un style néo-baroque français. En été 2019 des bénévoles donnaient les prémices d'une réactivation de la vie culturelle du village et de relever le château.

## Culture

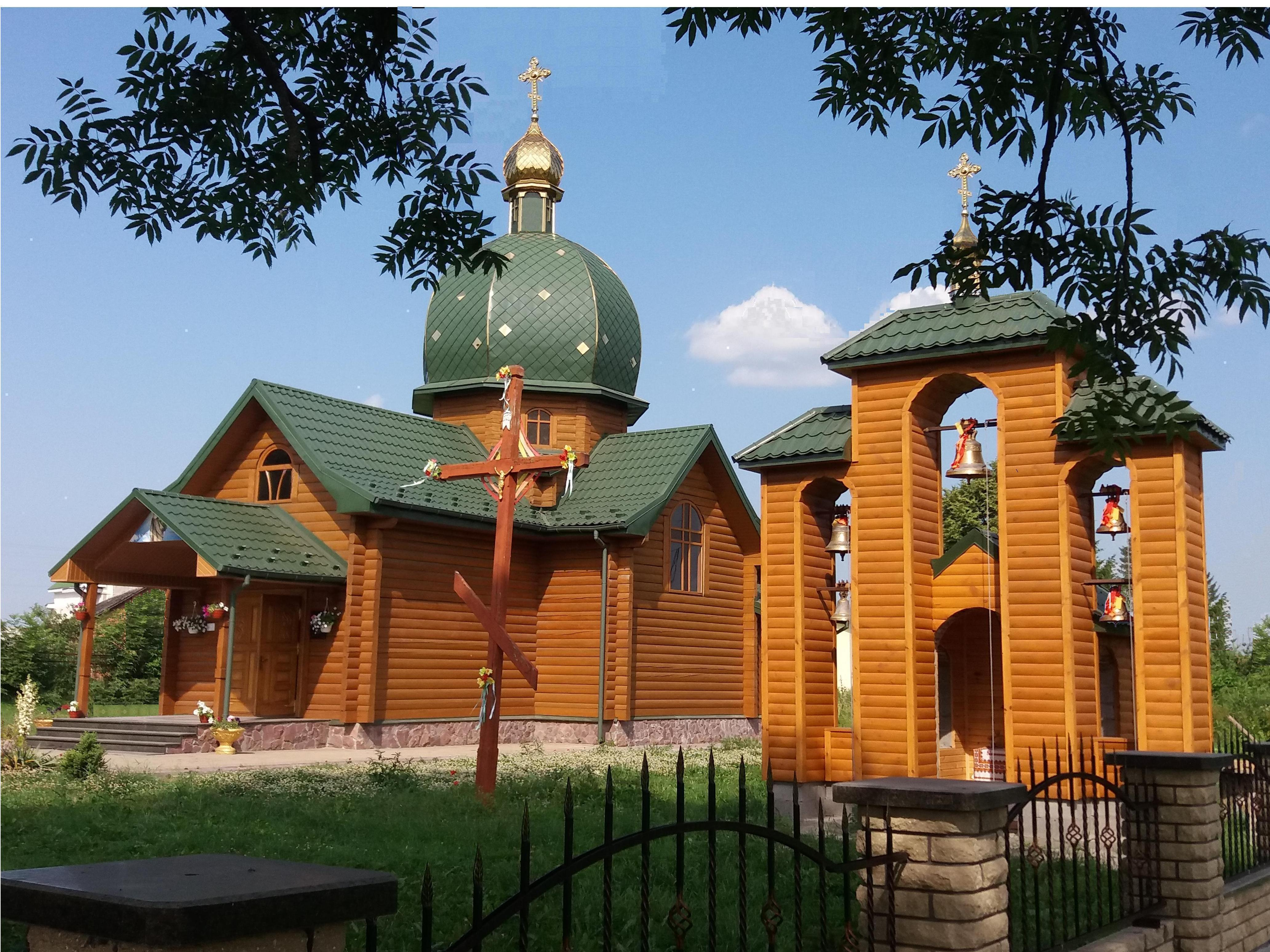
L'église de la Nativité,
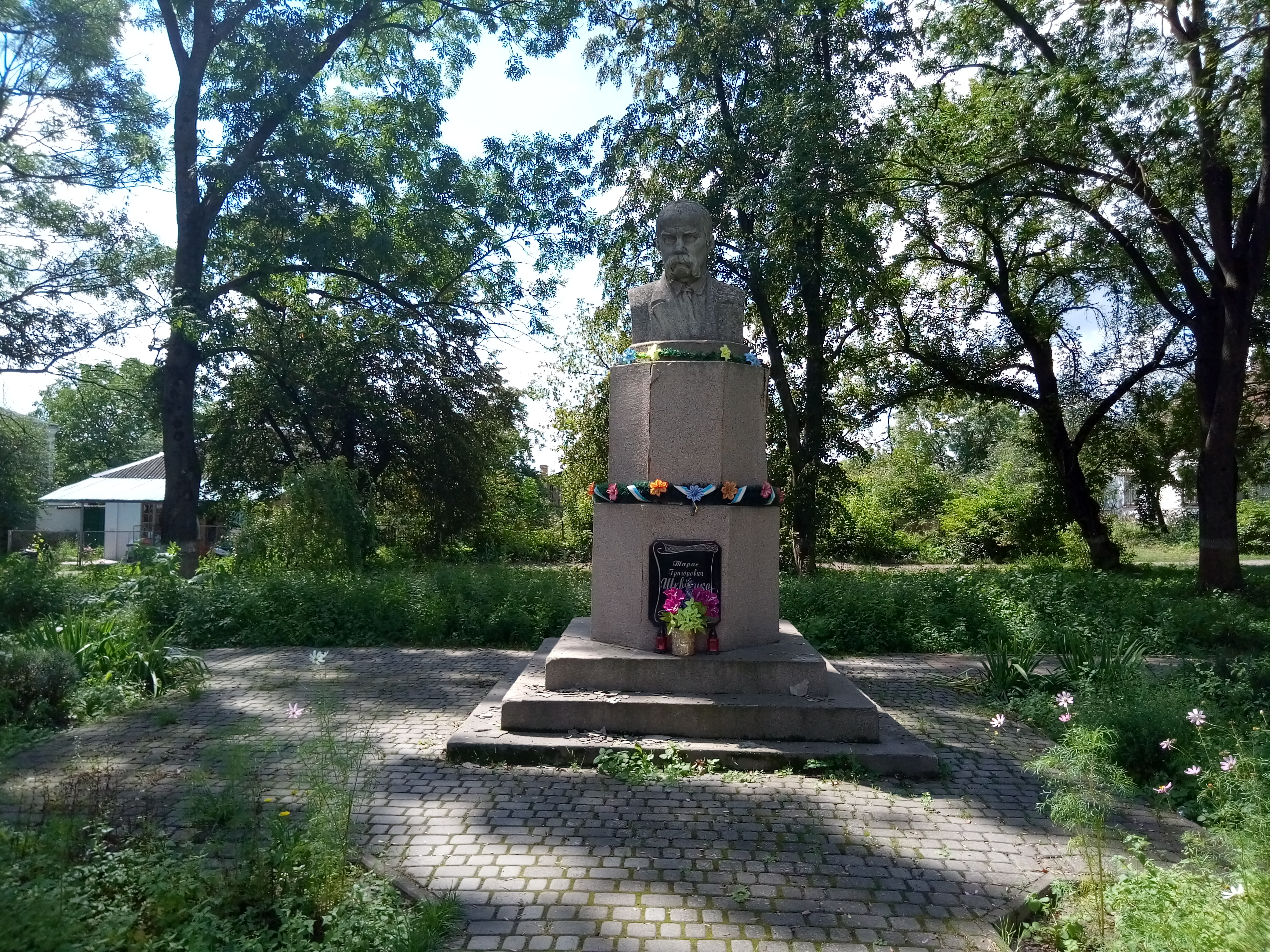
monument à Taras Chevtchenko classé[1],
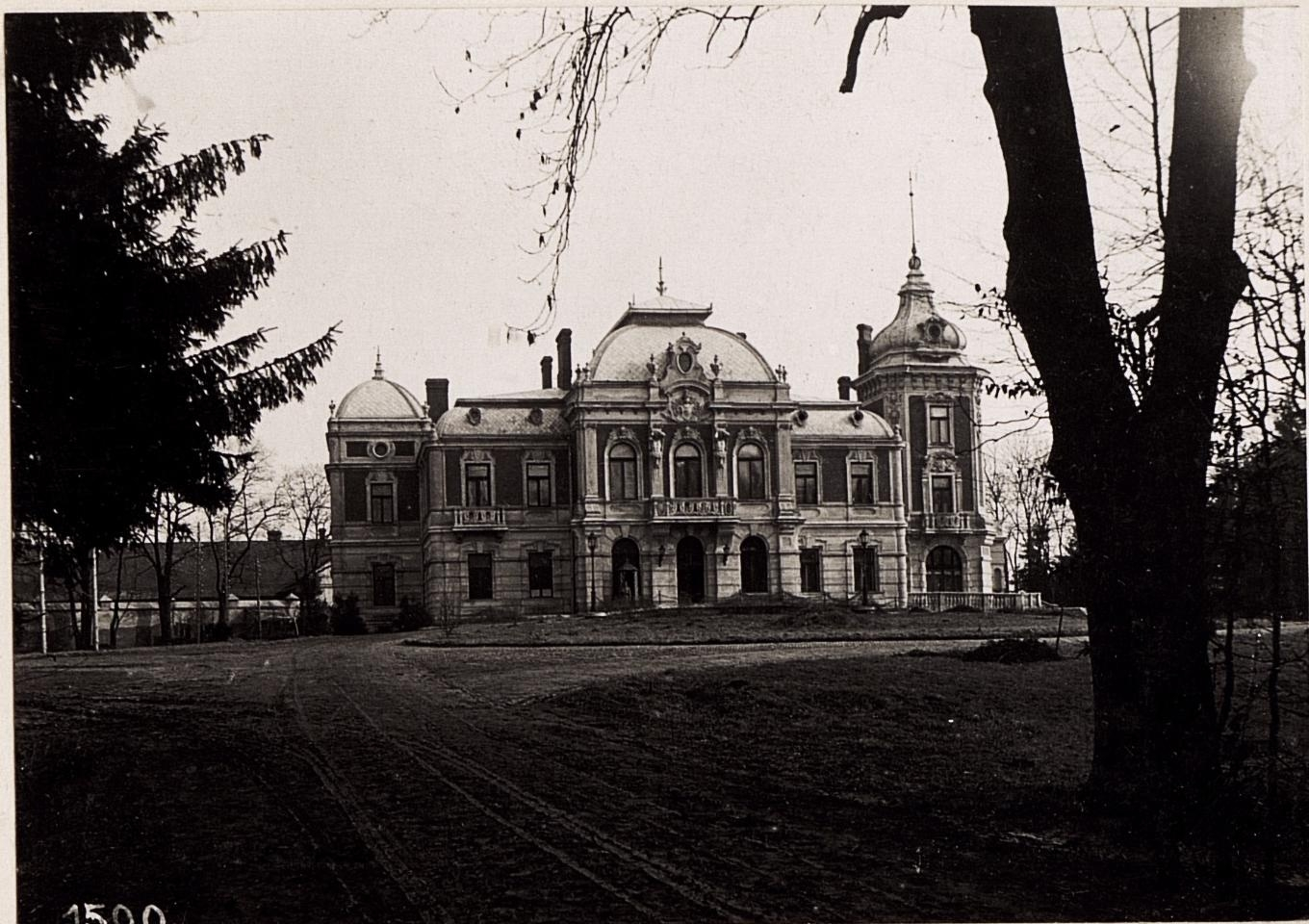
le palais Potocki classé[2],
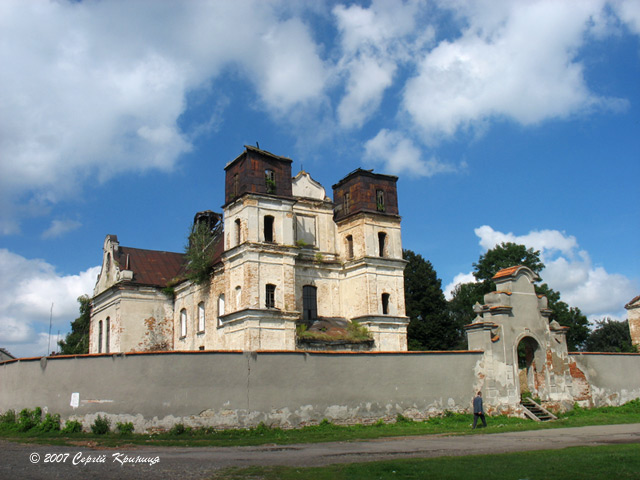
L'église st-Michel.